# 1. Fußball-Club Nürnberg Verein für Leibesübungen 1976-1977
Questa voce raccoglie le informazioni riguardanti il 1. Fußball-Club Nürnberg Verein für Leibesübungen nelle competizioni ufficiali della stagione 1976-1977.

## Stagione
Nella stagione 1976-1977 il Norimberga, allenato da Horst Buhtz, concluse il campionato di 2. Bundesliga al 5º posto. In Coppa di Germania il Norimberga fu eliminato ai quarti di finale dal Colonia.

## Rosa
| N. |                     | Ruolo | Calciatore        |
| -- | ------------------- | ----- | ----------------- |
|    | Germania (bandiera) | P     | Gerhard Hummel    |
|    | Germania (bandiera) | P     | Klaus Müller      |
|    | Germania (bandiera) | P     | Manfred Müller    |
|    | Germania (bandiera) | D     | Norbert Eder      |
|    | Germania (bandiera) | D     | Kurt Geinzer      |
|    | Germania (bandiera) | D     | Rudolf Hannakampf |
|    | Germania (bandiera) | D     | Ulrich Pechtold   |
|    | Germania (bandiera) | D     | Manfred Rüsing    |
|    | Germania (bandiera) | D     | Peter Stocker     |
|    | Germania (bandiera) | D     | Rudolf Sturz      |
|    | Germania (bandiera) | D     | Jürgen Täuber     |

| N. |                     | Ruolo | Calciatore         |
| -- | ------------------- | ----- | ------------------ |
|    | Germania (bandiera) | D     | Horst Weyerich     |
|    | Germania (bandiera) | C     | Dieter Lieberwirth |
|    | Germania (bandiera) | C     | Jan Majkowski      |
|    | Germania (bandiera) | C     | Dieter Nüssing     |
|    | Serbia (bandiera)   | C     | Slobodan Petrovic  |
|    | Germania (bandiera) | C     | Reinhold Schöll    |
|    | Germania (bandiera) | A     | Peter Sommer       |
|    | Germania (bandiera) | A     | Klaus Täuber       |
|    | Germania (bandiera) | A     | Hans Walitza       |
|    | Serbia (bandiera)   | A     | Miodrag Živaljević |

## Organigramma societario
Area tecnica
- Allenatore: Horst Buhtz
- Allenatore in seconda:
- Preparatore dei portieri:
- Preparatori atletici:

## Calciomercato

### Sessione estiva
| Acquisti | Acquisti       | Acquisti      | Acquisti |
| R.       | Nome           | da            | Modalità |
| -------- | -------------- | ------------- | -------- |
| P        | Manfred Müller | Wuppertal     |          |
| A        | Peter Sommer   | Norimberga II |          |

| Cessioni | Cessioni            | Cessioni       | Cessioni |
| R.       | Nome                | a              | Modalità |
| -------- | ------------------- | -------------- | -------- |
| D        | Günter Dämpfling    | Jahn Ratisbona |          |
| A        | Karlheinz Meininger | Werder Brema   |          |
| P        | Franz Schwarzwälder | Hassia Bingen  |          |

### Sessione invernale
| Acquisti | Acquisti           | Acquisti         | Acquisti |
| R.       | Nome               | da               | Modalità |
| -------- | ------------------ | ---------------- | -------- |
| A        | Miodrag Živaljević | Spartak Subotica |          |

| Cessioni | Cessioni         | Cessioni  | Cessioni |
| R.       | Nome             | a         | Modalità |
| -------- | ---------------- | --------- | -------- |
| C        | Branislav Krstić | Pirmasens |          |

## Risultati

### 2. Bundesliga

#### Girone di andata
| Arbitro: | Aldinger |

|                        |           |  |
| Bastrup 62’ Krause 90’ | Marcatori |  |

| Arbitro: | Kettenbach |

|                                       |           |  |
| Geinzer 1’, 85’ Walitza 44’ Sturz 78’ | Marcatori |  |

| Arbitro: | Nickel |

|                                 |           |                       |
| Bronnert 11’ (rig.) Ziegert 35’ | Marcatori | 19’ Sturz 45’ Nüssing |

| Arbitro: | Klauser |

|                                                            |           |           |
| Walitza 10’ Krstić 20’ Sturz 67’ Pechtold 77’ Petrovic 87’ | Marcatori | 57’ Hodel |

| Arbitro: | Boos |

|                 |           |  |
| Bauerkämper 83’ | Marcatori |  |

| Arbitro: | Scheffner |

|                     |           |  |
| Eder 57’ Krstić 78’ | Marcatori |  |

| Arbitro: | Walz |

|                       |           |                    |
| Hofmann 51’, 52’, 78’ | Marcatori | 67’ (rig.) Walitza |

| Arbitro: | Schumann |

|                                  |           |  |
| Stocker 27’ Sturz 71’ Krstić 77’ | Marcatori |  |

| Arbitro: | Ross |

|           |           |                         |
| Brand 85’ | Marcatori | 21’ Walitza 75’ Nüssing |

| Arbitro: | Schröder |

|             |           |            |
| Walitza 61’ | Marcatori | 78’ Hilkes |

| Arbitro: | Antz |

|                     |           |             |
| Bechtold 72’ (rig.) | Marcatori | 25’ Walitza |

| Arbitro: | Vielsack |

|                                                        |           |  |
| Majkowski 45’ Walitza 76’ (rig.) Nüssing 82’, 87’, 88’ | Marcatori |  |

| Arbitro: | Schmoock |

|          |           |                      |
| Heck 78’ | Marcatori | 12’ Nüssing 69’ Eder |

| Arbitro: | Dreher |

|                         |           |                                     |
| Geinzer 30’ Nüssing 51’ | Marcatori | 2’, 10’, 66’ Hoffmann 32’ Vöhringer |

| Arbitro: | Seith |

|                                                |           |  |
| Elmer 35’ Martin 49’ Hitzfeld 53’ Schmider 84’ | Marcatori |  |

| Arbitro: | Wohlfarth |

|                         |           |                 |
| Nüssing 63’ Stocker 65’ | Marcatori | 47’ Ehrmantraut |

| Arbitro: | Messmer |

|  |           |                      |
|  | Marcatori | 22’ Walitza 45’ Eder |

| Arbitro: | Biwersi |

|             |           |             |
| Nüssing 88’ | Marcatori | 77’ Metzger |

| Arbitro: | Rumbucher |

|           |           |             |
| Werner 3’ | Marcatori | 37’ Nüssing |

#### Girone di ritorno
| Arbitro: | Schmoock |

|                              |           |                               |
| Walitza 16’, 44’, 70’ (rig.) | Marcatori | 63’ Theis 79’ Seiler 89’ Rohr |

| Arbitro: | Ross |

|                   |           |                  |
| Emmerich 29’, 72’ | Marcatori | 35’, 72’ Nüssing |

| Arbitro: | Dahler |

|                                                            |           |           |
| Walitza 15’, 29’ (rig.), 52’ Lieberwirth 49’ Majkowski 75’ | Marcatori | 8’ Patzer |

| Arbitro: | Quindeau |

|  |           |                              |
|  | Marcatori | 33’ (rig.), 78’, 84’ Walitza |

| Arbitro: | Ferro |

|             |           |  |
| Geinzer 77’ | Marcatori |  |

| Arbitro: | Luca |

|                             |           |                                            |
| Kelsch 9’, 59’ Hoffmann 25’ | Marcatori | 7’ Geinzer 54’ (rig.) Walitza 75’ Pechtold |

| Arbitro: | Aldinger |

|                                    |           |                                  |
| Walitza 7’, 20’ (rig.) Pechtold 9’ | Marcatori | 10’ Klein 31’ Walter 60’ Hofmann |

| Arbitro: | Röder |

|               |           |                                      |
| Weinkauff 25’ | Marcatori | 15’ Živaljević 55’ Sturz 74’ Walitza |

| Arbitro: | Linn |

|           |           |  |
| Sturz 70’ | Marcatori |  |

| Arbitro: | Therre |

|  |           |                           |
|  | Marcatori | 83’ Weyerich 87’ Petrovic |

| Arbitro: | Biwersi |

|                 |           |            |
| Lieberwirth 65’ | Marcatori | 61’ Wagner |

| Arbitro: | Seith |

|  |           |                           |
|  | Marcatori | 13’ Majkowski 15’ Nüssing |

| Arbitro: | Wohlfarth |

|                    |           |  |
| Eder 36’ Sturz 90’ | Marcatori |  |

| Arbitro: | Antz |

|               |           |             |
| Schäffner 47’ | Marcatori | 27’ Nüssing |

| Arbitro: | Quindeau |

|  |           |                                        |
|  | Marcatori | 8’, 48’ Hoeneß 30’ Hitzfeld 84’ Müller |

| Arbitro: | Scheffner |

|  |           |                                     |
|  | Marcatori | 21’, 68’, 71’ Živaljević 89’ Sommer |

| Arbitro: | Nickel |

|                      |           |                          |
| Weyerich 3’ Eder 40’ | Marcatori | 36’ Hohenwarter 38’ Janz |

| Arbitro: | Engel |

|                                         |           |  |
| Haunstein 54’ Falter 62’ Nachreiner 80’ | Marcatori |  |

| Arbitro: | Möckel |

|                                  |           |                                  |
| Lieberwirth 32’, 83’ Geinzer 63’ | Marcatori | 30’, 52’ Zapf 73’ (rig.) Lippert |

### Coppa di Germania
| Arbitro: | Meijerink |

|  |           |                                     |
|  | Marcatori | 1’ Majkowski 22’ Krstić 75’ Walitza |

| Arbitro: | Horstmann |

|  |           |                                               |
|  | Marcatori | 17’, 89’ Geinzer 44’, 56’ Walitza 51’ Nüssing |

| Arbitro: | Huster |

|                                           |           |                    |
| Bauer 14’ (aut.) Pechtold 65’ Walitza 75’ | Marcatori | 85’ Heck 88’ Adler |

| Arbitro: | Risse |

|            |           |  |
| Walitza 8’ | Marcatori |  |

| Arbitro: | Roth |

|                                  |           |                       |
| Müller 4’, 48’, 84’ Cullmann 56’ | Marcatori | 24’ Eder 88’ Petrovic |

## Statistiche

### Statistiche di squadra
| Competizione      | Punti | In casa | In casa | In casa | In casa | In casa | In casa | In trasferta | In trasferta | In trasferta | In trasferta | In trasferta | In trasferta | Totale | Totale | Totale | Totale | Totale | Totale | DR  |
| Competizione      | Punti | G       | V       | N       | P       | Gf      | Gs      | G            | V            | N            | P            | Gf           | Gs           | G      | V      | N      | P      | Gf     | Gs     | DR  |
| ----------------- | ----- | ------- | ------- | ------- | ------- | ------- | ------- | ------------ | ------------ | ------------ | ------------ | ------------ | ------------ | ------ | ------ | ------ | ------ | ------ | ------ | --- |
| 2. Bundesliga     | 49    | 19      | 10      | 7       | 2       | 46      | 25      | 19           | 8            | 6            | 5            | 31           | 26           | 38     | 18     | 13     | 7      | 77     | 51     | +26 |
| Coppa di Germania | -     | 2       | 2       | 0       | 0       | 4       | 2       | 3            | 2            | 0            | 1            | 10           | 4            | 5      | 4      | 0      | 1      | 14     | 6      | +8  |
| Totale            | 49    | 21      | 12      | 7       | 2       | 50      | 27      | 22           | 10           | 6            | 6            | 41           | 30           | 43     | 22     | 13     | 8      | 91     | 57     | +34 |

### Andamento in campionato
| Giornata  | 1  | 2 | 3 | 4 | 5 | 6 | 7  | 8 | 9 | 10 | 11 | 12 | 13 | 14 | 15 | 16 | 17 | 18 | 19 | 20 | 21 | 22 | 23 | 24 | 25 | 26 | 27 | 28 | 29 | 30 | 31 | 32 | 33 | 34 | 35 | 36 | 37 | 38 |
| --------- | -- | - | - | - | - | - | -- | - | - | -- | -- | -- | -- | -- | -- | -- | -- | -- | -- | -- | -- | -- | -- | -- | -- | -- | -- | -- | -- | -- | -- | -- | -- | -- | -- | -- | -- | -- |
| Luogo     | T  | C | T | C | T | C | T  | C | T | C  | T  | C  | T  | C  | T  | C  | T  | C  | T  | C  | T  | C  | T  | C  | T  | C  | T  | C  | T  | C  | T  | C  | T  | C  | T  | C  | T  | C  |
| Risultato | P  | V | N | V | P | V | P  | V | V | N  | N  | V  | V  | P  | P  | V  | V  | N  | N  | N  | N  | V  | V  | V  | N  | N  | V  | V  | V  | N  | V  | V  | N  | P  | V  | N  | P  | N  |
| Posizione | 18 | 9 | 8 | 8 | 9 | 8 | 10 | 8 | 6 | 6  | 7  | 6  | 5  | 6  | 6  | 6  | 6  | 5  | 6  | 6  | 6  | 6  | 6  | 5  | 6  | 6  | 5  | 5  | 4  | 5  | 4  | 4  | 4  | 4  | 4  | 4  | 4  | 5  |

Legenda:

Luogo: C = Casa; T = Trasferta. Risultato: V = Vittoria; N = Pareggio; P = Sconfitta.

### Statistiche dei giocatori
| Giocatore      | 2. Bundesliga | 2. Bundesliga | 2. Bundesliga | 2. Bundesliga | Coppa di Germania | Coppa di Germania | Coppa di Germania | Coppa di Germania | Totale   | Totale | Totale      | Totale     |
| Giocatore      | Presenze      | Reti          | Ammonizioni   | Espulsioni    | Presenze          | Reti              | Ammonizioni       | Espulsioni        | Presenze | Reti   | Ammonizioni | Espulsioni |
| -------------- | ------------- | ------------- | ------------- | ------------- | ----------------- | ----------------- | ----------------- | ----------------- | -------- | ------ | ----------- | ---------- |
| N. Eder        | 34            | 5             | 0             | 0             | 4                 | 1                 | 0                 | 0                 | 38       | 6      | 0           | 0          |
| K. Geinzer     | 30            | 6             | 3             | 0             | 5                 | 2                 | 1                 | 0                 | 35       | 8      | 4           | 0          |
| R. Hannakampf  | 20            | 0             | 4             | 0             | 4                 | 0                 | 0                 | 0                 | 24       | 0      | 4           | 0          |
| G. Hummel      | 4             | 0             | 0             | 0             | 0                 | 0                 | 0                 | 0                 | 4        | 0      | 0           | 0          |
| B. Krstić      | 13            | 3             | 1             | 0             | 2                 | 1                 | 1                 | 0                 | 15       | 4      | 2           | 0          |
| W. Lachmann    | 3             | 0             | 0             | 0             | 0                 | 0                 | 0                 | 0                 | 3        | 0      | 0           | 0          |
| D. Lieberwirth | 27            | 4             | 0             | 0             | 3                 | 0                 | 0                 | 0                 | 30       | 4      | 0           | 0          |
| J. Majkowski   | 35            | 3             | 3             | 0             | 5                 | 1                 | 0                 | 0                 | 40       | 4      | 3           | 0          |
| K. Müller      | 0             | 0             | 0             | 0             | 0                 | 0                 | 0                 | 0                 | 0        | 0      | 0           | 0          |
| M. Müller      | 34            | 0             | 1             | 0             | 5                 | 0                 | 0                 | 0                 | 39       | 0      | 1           | 0          |
| D. Nüssing     | 35            | 14            | 5             | 0             | 5                 | 1                 | 0                 | 0                 | 40       | 15     | 5           | 0          |
| U. Pechtold    | 38            | 3             | 3             | 0             | 5                 | 1                 | 0                 | 0                 | 43       | 4      | 3           | 0          |
| S. Petrovic    | 32            | 2             | 5             | 0             | 5                 | 1                 | 0                 | 0                 | 37       | 3      | 5           | 0          |
| M. Rüsing      | 13            | 0             | 2             | 0             | 1                 | 0                 | 0                 | 0                 | 14       | 0      | 2           | 0          |
| R. Schöll      | 2             | 0             | 0             | 0             | 1                 | 0                 | 0                 | 0                 | 3        | 0      | 0           | 0          |
| P. Sommer      | 3             | 1             | 0             | 0             | 0                 | 0                 | 0                 | 0                 | 3        | 1      | 0           | 0          |
| P. Stocker     | 21            | 2             | 2             | 2             | 3                 | 0                 | 0                 | 0                 | 24       | 2      | 2           | 2          |
| R. Sturz       | 34            | 7             | 2             | 0             | 4                 | 0                 | 0                 | 0                 | 38       | 7      | 2           | 0          |
| J. Täuber      | 21            | 0             | 1             | 0             | 1                 | 0                 | 0                 | 0                 | 22       | 0      | 1           | 0          |
| K. Täuber      | 3             | 0             | 0             | 0             | 2                 | 0                 | 0                 | 0                 | 5        | 0      | 0           | 0          |
| H. Walitza     | 29            | 21            | 4             | 0             | 5                 | 5                 | 0                 | 0                 | 34       | 26     | 4           | 0          |
| H. Weyerich    | 11            | 2             | 2             | 0             | 0                 | 0                 | 0                 | 0                 | 11       | 2      | 2           | 0          |
| M. Živaljević  | 18            | 4             | 2             | 0             | 1                 | 0                 | 0                 | 0                 | 19       | 4      | 2           | 0          |